# NGC 4500

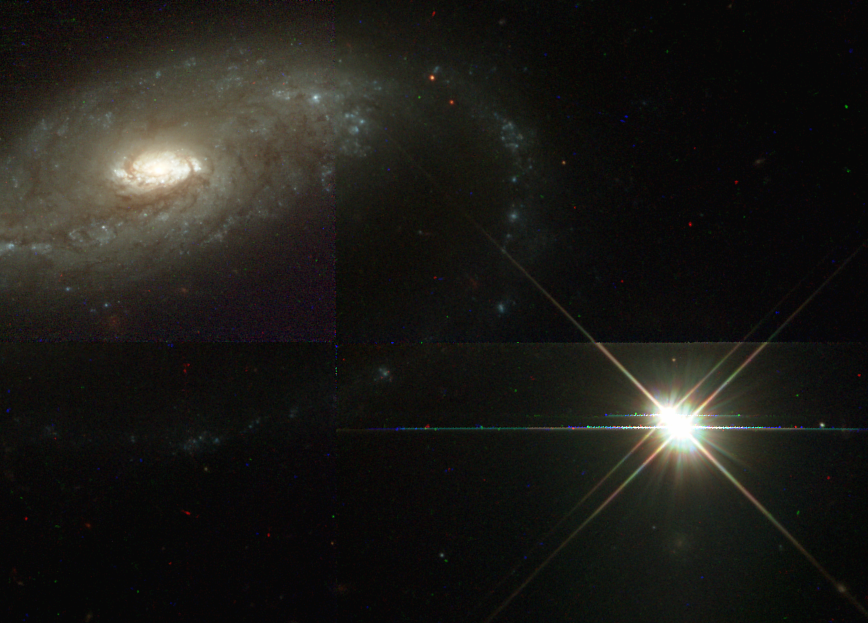
NGC 4500 par le télescope spatial Hubble.

NGC 4500 est une galaxie spirale barrée située dans la constellation de la Grande Ourse. NGC 4500 a été découverte par l'astronome germano-britannique William Herschel en 1789.

## Caractéristiques
La classe de luminosité de NGC 4500 est I et elle présente une large raie HI. 

### Distance
Sa vitesse par rapport au fond diffus cosmologique est de 3 256 ± 16 km/s, ce qui correspond à une distance de Hubble de 48,0 ± 3,4 Mpc (∼157 millions d'al).
À ce jour, quatre mesures non basées sur le décalage vers le rouge (redshift) donnent une distance de 49,175 ± 9,835 Mpc (∼160 millions d'al), ce qui est à l'intérieur des valeurs de la distance de Hubble.

### Galaxie à sursaut de formation d'étoiles
NGC 4500 est une galaxie à sursaut de formation d'étoiles.